# Auritra Ghosh
Pour les articles homonymes, voir Ghosh.
Auritra Ghosh est une actrice du cinéma indien, danseuse et artiste de théâtre. Elle est connue pour des films indiens comme Love Breakups Zindagi (en), M Cream, et Dharam Sankat Mein (en). Récemment, elle a été reconnue pour son travail dans diverses séries web comme le thriller de science-fiction numérique A.I.SHA My Virtual Girlfriend (en) et la production Ladies' Room.
Auritra est le visage derrière la campagne publicitaire Google Search : Reunion (en). Elle a reçu une appréciation générale et individuelle pour son rôle nuancé dans le film publicitaire.

## Filmographie

### Films
| Année | Film                       | Rôle            | Notes         |
| ----- | -------------------------- | --------------- | ------------- |
| 2019  | Good News (en)             |                 |               |
| 2018  | High Jack (en)             | Anjali          |               |
| 2016  | M Cream                    | Meghna (Maggie) |               |
| 2015  | Dharam Sankat Mein (en)    | Shraddha        |               |
| 2015  | The Strangers              | Isha            | Court métrage |
| 2015  | Boring: A Day in the Life  |                 |               |
| 2013  | All the Lost Souls         | Saira Sethi     |               |
| 2012  | Swen                       | Riya            |               |
| 2011  | Love Breakups Zindagi (en) | Gayatri         |               |